# O rei e a pedinte

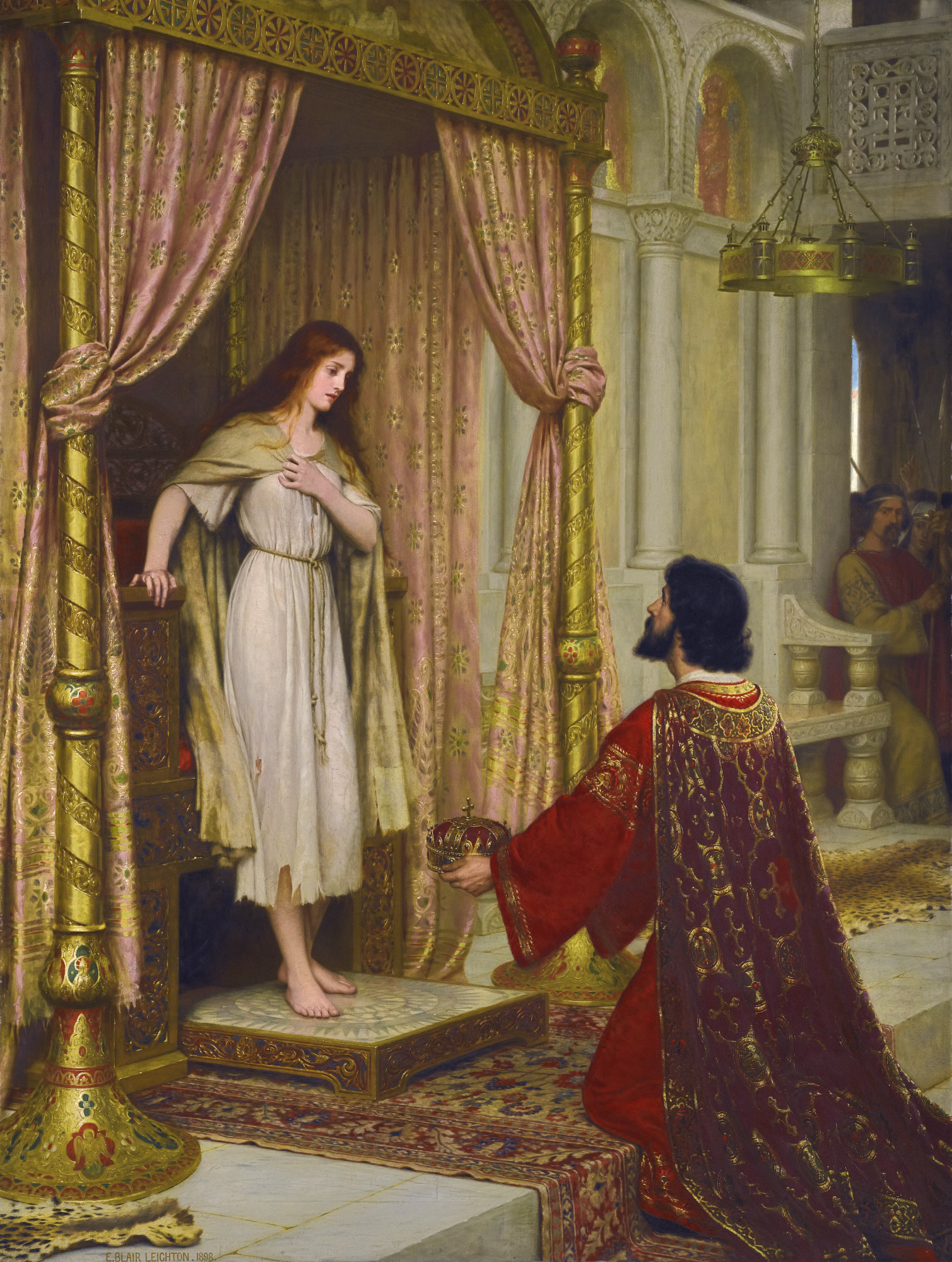
O rei e a mendiga, criada em 1898 por Edmund Leighton

"O rei e a pedinte" é uma balada do século XVI que conta a história de um rei africano, Cophetua, e seu amor pela oedinte Penelophon (zelelofon shakespeariano). A história foi amplamente referenciada e o rei Cophetua se tornou sinônimo de "um homem que se apaixona por uma mulher instantaneamente e propõe casamento imediatamente".

## História

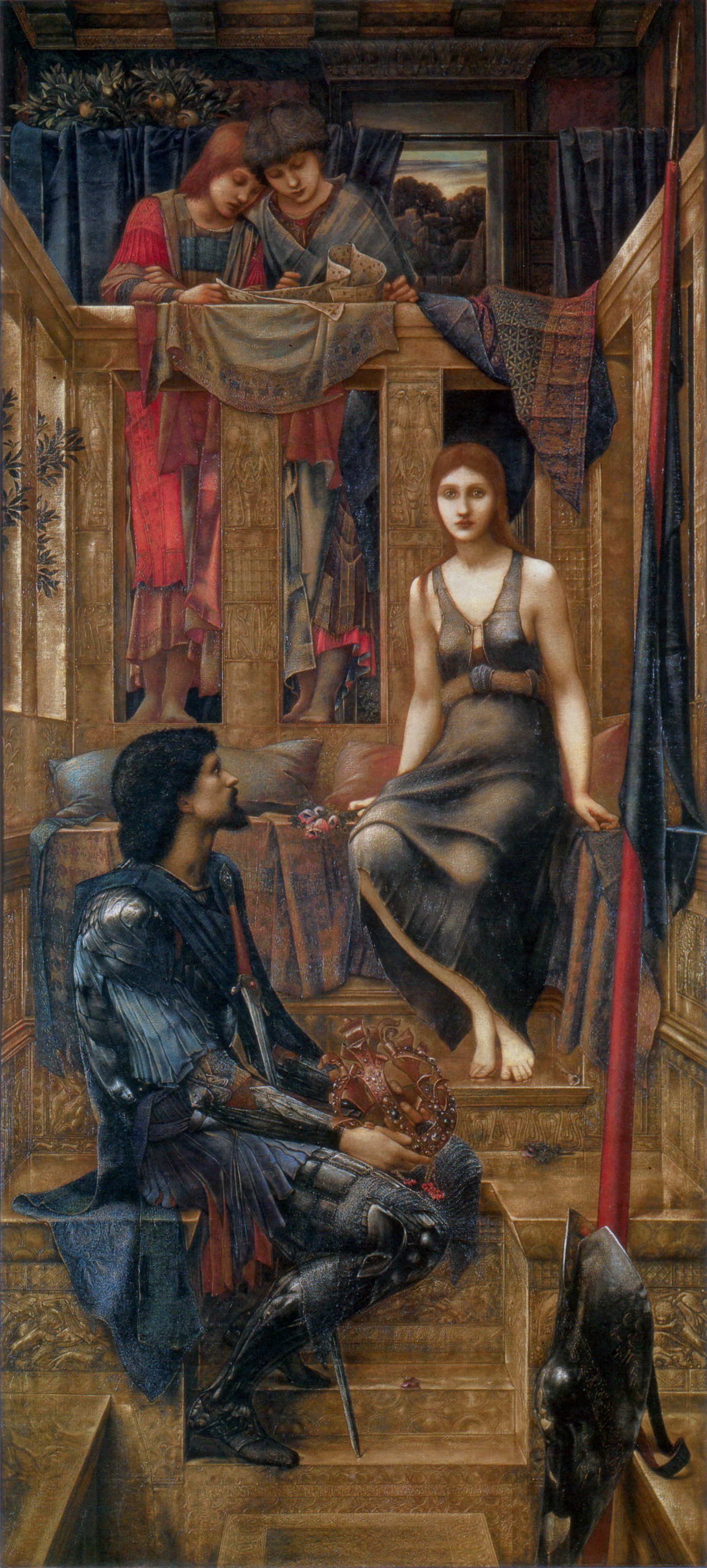
O rei Cophetua e a Beggar Maid, de 1884, de Edward Burne-Jones, atualmente está na Tate Gallery, em Londres.

Cophetua era um rei africano conhecido por sua falta de atração sexual por mulheres. Um dia, enquanto olhava pela janela do palácio, ele testemunha uma jovem mendiga, Penelophon, "toda vestido de cinza". Impressionado pelo amor à primeira vista, Cophetua decide que ele terá a mendiga como esposa ou se suicidará.
Andando pela rua, ele espalha moedas para os mendigos se juntarem e quando Penelophon aparece, ele diz a ela que ela deve ser sua esposa. Ela concorda e se torna rainha, e logo perde todos os vestígios de sua antiga pobreza e classe baixa. O casal vive "uma vida tranquila durante seu reinado principesco" mas é muito amado por seu povo. Eventualmente, eles morrem e são enterrados no mesmo túmulo.
William Shakespeare menciona a balada pelo título em várias peças. É referenciado ou aludido em Lost's Labour's Love (I, ii, 115 e V. i. 65–85), Sonho de uma noite de verão (IV, i, 65), Romeu e Julieta (II, i, 14), Richard II (V, viii, 80) e Henrique IV, parte 2 (V, iii, 107), todos escritos na década de 1590. William Warburton acreditava que as falas de John Falstaff em Henrique IV, parte 2, fazendo referência ao Cophetua, foram retiradas de uma peça agora perdida, com base na balada. Em Lost, do Labour's Love, Armado pergunta à sua página Moth: "Não existe uma balada, garoto, de 'O rei e o mendigo'?", À qual Moth responde: "O mundo era muito culpado por essa balada há três anos desde, mas acho que agora não é mais encontrado; ou, se fosse, não serviria para a escrita nem a melodia."  Ben Jonson também faz referência à balada em sua peça Every Man in His Humor (1598) e William Davenant em The Wits (1634).
A versão mais antiga do conto sobrevivente é a intitulada "A Canção de um Mendigo e um Rei" na antologia de Richard Johnson, Crown Garland of Goulden Roses (1612). Esta foi a fonte da balada na primeira edição das baladas populares inglesas e escocesas de Francis J. Child (1855), embora tenha sido removida da segunda edição (1858). A balada também foi publicada em Relíquias da antiga poesia inglesa de Thomas Percy (1765).
A balada provavelmente foi cantada com a melodia de "I Frequently with My Jenny Strove", publicada primeiro no terceiro volume de The Banquet of Music (1689), de Henry Playford. No primeiro volume da coleção anônima de velhas baladas (1723), uma balada intitulada "A vingança do cupido" - que é uma mera paráfrase de "O rei e a mendiga" - aparece com a música "I Frequently with My" Jenny Strove ". Este pode ser o ar original da balada de Cophetua.

## Em arte e literatura posteriores
A história de Cophetua foi famosa e influentemente tratada na literatura por Alfred, Lord Tennyson (The Beggar Maid, escrito em 1833, publicado em 1842); em pintura a óleo de Edmund Blair Leighton (O rei e a mendiga ) e Edward Burne-Jones ( Rei Cophetua e a mendiga, 1884); e na fotografia de Julia Margaret Cameron e de Lewis Carroll (sua fotografia mais famosa; Alice como "Mendigo-Empregada", 1858).
A pintura de Burne-Jones é mencionada no poema em prosa König Cophetua pelo poeta austríaco Hugo von Hofmannsthal e em Hugh Selwyn Mauberley (1920), um longo poema de Ezra Pound. A pintura tem um papel simbólico em um pequeno romance Le Roi Cophetua, do escritor francês Julien Gracq (1970). Isso, por sua vez, inspirou o filme Rendez-vous à Bray, dirigido pelo cineasta belga André Delvaux.
A história foi combinada e flexionou a recontagem moderna do mito de Pigmalião, especialmente em seu tratamento por George Bernard Shaw como a peça de Pigmalião.
Também tem sido usado para nomear um desejo sexual de mulheres de classe baixa e homens de classe alta. Embora muitas vezes atribuído primeiro a Graham Greene em seu romance de 1951, The End of the Affair, o termo foi usado já em 1942 por Agatha Christie em seu mistério "O corpo na biblioteca" quando Jane Marple reflete sobre a atração de homens ricos e mais velhos por garotas de classe baixa e Sir Henry Clithering o chama de Complexo de Cophetua.
O poeta e crítico inglês James Reeves incluiu seu poema "Cophetua", inspirado na lenda, em seu livro The Talking Skull (1958).
Hugh Macdiarmid escreveu um breve poema de dois versos, Cophetua, na Escócia, que é um tratamento ligeiramente paródico da história.
Alice Munro intitulou uma história em sua coleção de 1980, "The Beggar Maid". Antes de seu casamento com Patrick, Rose é informada por ele: "Você é como a Mendiga Empregada". "Who?" "O rei Cophetua e a mendiga. Você sabe. A pintura." A edição americana da coleção de Munro também é intitulada The Beggar Maid, uma mudança do título canadense, Quem você pensa que é?